# Family (serie de televisión surcoreana)
Family (en hangul, 패밀리; romanización revisada del coreano: Paemilli) es una serie de televisión surcoreana dirigida por Jang Jeong-do y Lee Jung-mook, y protagonizada por Jang Hyuk, Jang Na-ra y Chae Jung-an. Se emite por el canal tvN desde el 17 de abril de 2023, los lunes y martes a las 20:50 (hora local coreana). También está disponible en la plataforma de contenidos audiovisuales Disney+ en algunas regiones del mundo.

## Sinopsis
La historia de una familia en la que el marido es un agente  del Servicio de Inteligencia Nacional, con la cobertura de empleado de una empresa comercial, y la mujer dirige un pequeño café. Ella, que ignora el verdadero trabajo del marido y sospecha de la relación que él tiene con su jefa, se esfuerza por proteger a su familia, la familia perfecta con la que siempre había soñado, y esconde sin embargo un secreto tras su hermosa apariencia.

## Reparto

### Principal
- Jang Hyuk como Kwon Do-hoon, el marido de Kang Yoo-ra, agente del NIS (Servicio de Inteligencia Nacional) bajo la apariencia de un empleado corriente de una empresa comercial.[1][5]
- Jang Na-ra como Kang Yoo-ra, la mujer de Do-hoon, que sueña con una familia normal pero perfecta.[1][6]
- Chae Jung-an como Oh Chun-ryeon, la jefa directa de Do-hoon en el NIS. Parece estar disfrutando de una espléndida vida en solitario, pero en realidad se siente muy sola.[7][8][9]

### Secundario

#### Familia de Do-hoon
- Lee Soon-jae como Kwon Woong-soo, el padre de Do-hoon.[10]
- Shin Soo-ah como Kwon Min-seo, la hija de Do-hoon y Yoo-ra.[11]
- Kim Kang-min como Kwon Ji-hoon, el hermano menor de Do-hoon.[10]
- Yoon Sang-jung como Lee Mi-rim, la joven mujer de Ji-hoon.[12]

#### Empresa de Do-hoon
- Lee Chae-young como Yoon Chae-ri, la exmujer de Jae-yeol, colega de Do-hoon. Tiene excelentes habilidades en idiomas extranjeros en la recopilación de información y el trabajo de espionaje.
- Gabee como Ma Young-ji, el cerebro del equipo de Do-hoon, estudiante de secundaria de ciencias, genio de las matemáticas.[11]
- Lee Joo-won como Lim Jae-yeol, colega y amigo de Do-hoon, y como él agente encubierto.[13]

#### Otros
- Kim Nam-hee como Tae-goo, un hombre que aparece por sorpresa en casa de Do-hoon y Yoo-ra.[1][14]
- Bruno Bruni Jr. como Wolf.[15][16]
- Lee Mi-sook como Butterfly.[17]

### Apariciones especiales
- Cha Tae-hyun como el dueño de una panadería (episodio 1).[18]
- Choo Seong-hun como Koo In-bo.[19]
- Lee Joo-myung como Shadow.[20]
- Choi Young-joon como Musa.[21]
- Kim Hye-na (episodio 8).[22]

## Producción
La serie está dirigida por Jang Jeong-do, que ha sido el productor ejecutivo de series de éxito como ¿Qué le ocurre a la secretaria Kim?, Nuestro horizonte azul e Island. Es la cuarta vez que actúan juntos Jang Hyuk y Jang Na-ra, tras Successful Story of a Bright Girl (2002, serie que alcanzó un 44 % de cuota de pantalla), Old Farewell (drama en un acto de la serie Drama Festival) y Fated to Love You (ambas de 2014).
El 6 de marzo de 2023 se publicaron imágenes de la primera lectura del guion, en la que estuvieron presentes los directores, el guionista, los protagonistas y algunos otros miembros del reparto. El primer tráiler se lanzó el 13 de marzo, y una semana después el segundo.

## Banda sonora original
| Parte | Fecha de publicación                                                                      | Título                                                                                    | Letra                                                                                     | Música                                                                                    | Artista                                                                                   | Dur.                                                                                      | Ref.                                                                                      |
| ----- | ----------------------------------------------------------------------------------------- | ----------------------------------------------------------------------------------------- | ----------------------------------------------------------------------------------------- | ----------------------------------------------------------------------------------------- | ----------------------------------------------------------------------------------------- | ----------------------------------------------------------------------------------------- | ----------------------------------------------------------------------------------------- |
| 1     | 18 de abril de 2023                                                                       | «Danger»                                                                                  | Riseon, Sanhae, ABOUT                                                                     | ABOUT, KIME, HEMO                                                                         | H1-KEY                                                                                    | 3:01                                                                                      | [ 24 ] [ 25 ]                                                                             |
| 2     | 18 de abril de 2023                                                                       | «Timeless»                                                                                | Sam Woo, Lee Isak, Kim Ji-su                                                              | Lee Isak, Kim Ji-su                                                                       | Sam Ock                                                                                   | 3:05                                                                                      | [ 26 ] [ 27 ]                                                                             |
| 3     | 2 de mayo de 2023                                                                         | 아무도 모르게(«Nobody Knows»)                                                             | Kim Hyun                                                                                  | Park Tae-jin (Bluewall)                                                                   | Kim Ye-ji                                                                                 | 3:28                                                                                      | [ 28 ]                                                                                    |
| 4     | 16 de mayo de 2023                                                                        | «Nightmare»                                                                               | Kim Ji-soo, Kyuri                                                                         | Kim Ji-soo                                                                                | Kyuri                                                                                     | 3:40                                                                                      | [ 29 ]                                                                                    |
| Notas | Todas las canciones de la banda sonora tienen una versión instrumental de igual duración. | Todas las canciones de la banda sonora tienen una versión instrumental de igual duración. | Todas las canciones de la banda sonora tienen una versión instrumental de igual duración. | Todas las canciones de la banda sonora tienen una versión instrumental de igual duración. | Todas las canciones de la banda sonora tienen una versión instrumental de igual duración. | Todas las canciones de la banda sonora tienen una versión instrumental de igual duración. | Todas las canciones de la banda sonora tienen una versión instrumental de igual duración. |

## Audiencia
| Temporada | Temporada | Episodio número | Episodio número | Episodio número | Episodio número | Episodio número | Episodio número | Episodio número | Episodio número | Episodio número | Episodio número | Episodio número | Episodio número | Promedio |
| Temporada | Temporada | 1               | 2               | 3               | 4               | 5               | 6               | 7               | 8               | 9               | 10              | 11              | 12              | Promedio |
| --------- | --------- | --------------- | --------------- | --------------- | --------------- | --------------- | --------------- | --------------- | --------------- | --------------- | --------------- | --------------- | --------------- | -------- |
|           | 1         | 1013            | 956             | 823             | 674             | 718             | 684             | 690             | 608             | 659             | 690             | 608             | 727             | 738      |

| Episodio | Fecha de emisión    | Índice de audiencia (Nielsen Korea) | Índice de audiencia (Nielsen Korea) |
| Episodio | Fecha de emisión    | Nacional                            | Seúl                                |
| --- | ------------------- | ----------------------------------- | ----------------------------------- |
| 1 | 17 de abril de 2023 | 4,875 % (1.ª)                       | 5,786 % (1.ª)                       |
| 2 | 18 de abril de 2023 | 4,151 % (1.ª)                       | 4,537 % (1.ª)                       |
| 3 | 24 de abril de 2023 | 3,719 % (1.ª)                       | 4,392 % (1.ª)                       |
| 4 | 25 de abril de 2023 | 2,971 % (2.ª)                       | 3,031 % (2.ª)                       |
| 5 | 1 de mayo de 2023   | 2,884 % (1.ª)                       | 3,203 % (1.ª)                       |
| 6 | 2 de mayo de 2023   | 3,085 % (1.ª)                       | 3,511 % (1.ª)                       |
| 7 | 8 de mayo de 2023   | 3,006 % (1.ª)                       | 3,372 % (1.ª)                       |
| 8 | 9 de mayo de 2023   | 2,940 % (1.ª)                       | 3,195 % (2.ª)                       |
| 9 | 15 de mayo de 2023  | 3,059 % (1.ª)                       | 3,557 % (1.ª)                       |
| 10 | 16 de mayo de 2023  | 3,076 % (2.ª)                       | 3,717 % (2.ª)                       |
| 11 | 22 de mayo de 2023  | 2,888 % (1.ª)                       | 2,949 % (1.ª)                       |
| 12 | 23 de mayo de 2023  | 3,236 % (2.ª)                       | 3,447 % (2.ª)                       |
| Promedio | Promedio            | 3,324 %                             | 3,732 %                             |
| - En la tabla superior, aparecen en azul los índices más bajos, y en rojo los más altos. - Esta serie se transmite mediante televisión por cable/TV de pago, que por lo general tiene una audiencia más pequeña en comparación con la de cadenas públicas como (KBS, SBS, MBC y EBS). |                     |                                     |                                     |